# James Mountbatten-Windsor
James Mountbatten-Windsor, comte de Wessex, né le 17 décembre 2007 à Frimley (Surrey), est un membre de la famille royale britannique. Il est le deuxième enfant du prince Edward, duc d'Édimbourg et de Sophie Rhys-Jones.

## Biographie
James Alexander Philip Theo est né le 17 décembre 2007 à 16 h 20, au Frimley Park Hospital par césarienne. Dernier né des petits-enfants de la reine Élisabeth II, il est le second enfant et l'unique fils du prince Edward, duc d'Édimbourg et de son épouse Sophie, duchesse d'Édimbourg. Il a une sœur aînée, Louise.
À la naissance, il pesait 2,8 kg. Son père, présent à l'accouchement, a dit que la naissance avait été « beaucoup plus calme que la dernière fois ». Il est sorti de la maternité avec sa mère le 20 décembre et ses prénoms ont été annoncés dans les jours qui ont suivi. Il vit avec ses parents et sa sœur aînée à Bagshot Park, dans le Surrey.
Le 24 janvier 2008, il est entré au Great Ormond Street Hospital à Londres à cause d'une petite réaction allergique. 
Il a été baptisé le 19 avril 2008 dans la chapelle privée du château de Windsor. Il portait alors une réplique de la robe de baptême de la princesse royale Victoria du Royaume-Uni (1840-1901). Les parrains et marraines de James sont Alastair Bruce, Duncan Bullivant, Tom Hill, Denise Poulton et Jeanye Irwin.
À sa naissance, il est 8e dans l’ordre de succession au trône britannique. Depuis 2025, il est au 16e rang. Bien que sa sœur Louise soit de 4 ans son aînée, il la précède néanmoins dans l’ordre de succession au trône britannique, en raison de la règle de primogéniture à préférence masculine en vigueur pour les personnes nées avant 2011.

### Éducation
James Mountbatten-Windsor a fréquenté Eagle House School, près de Sandhurst dans le Berkshire de 2011 à 2021. Il est depuis scolarisé au Radley College, une école privée, dans l'Oxfordshire.

### Apparitions officielles

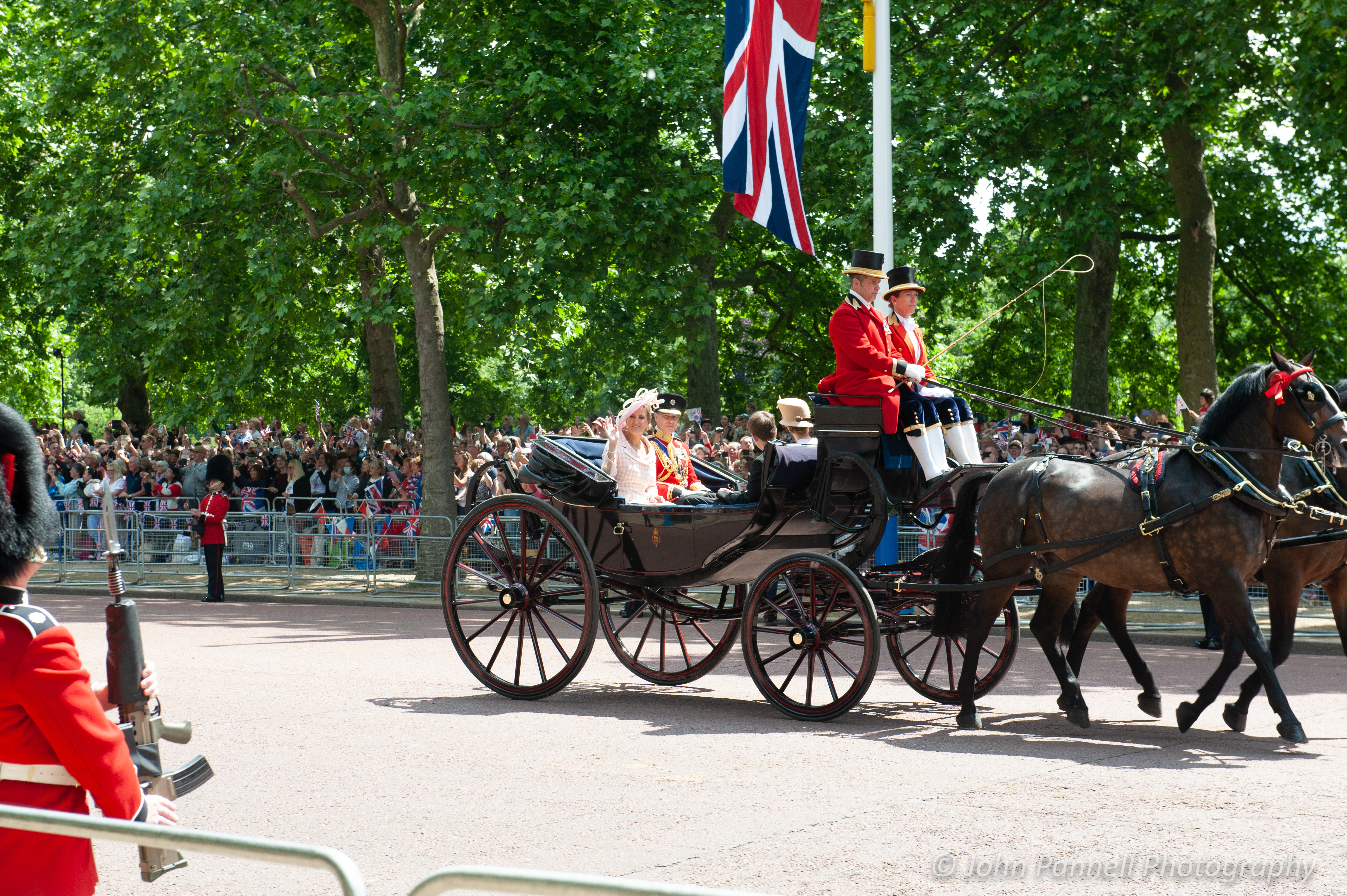
James avec ses parents (le comte et la comtesse de Wessex) et sa sœur Louise lors du Trooping the Colour, à l'occasion du jubilé de platine de la reine, le 2 juin 2022.

Il participe pour la première fois au Trooping the Colour en 2013. 
James et sa sœur participent à leur premier engagement officiel à l'étranger en avril 2015, en accompagnant leurs parents en Afrique du Sud.
En septembre 2020, il nettoie une plage de Southsea, avec sa famille pour la journée mondiale du nettoyage des plages,.
En mars 2022, James assiste au service commémoratif du prince Philip, duc d'Édimbourg puis le 18 avril suivant, il assiste à la messe de Pâques à la chapelle Saint-Georges de Windsor. En juin 2022, il assiste aux festivités du jubilé de platine d'Élisabeth II (d'abord au Trooping the Colour puis au service d'action de grâce à la cathédrale Saint-Paul),. Le 17 septembre 2022, il participe à la veillée des petits-enfants (Vigil of the grandchildren) autour du cercueil de la reine Élisabeth II, à Westminster Hall.

## Titres et honneurs

### Titulature complète
Les lettres patentes de George V du 30 novembre 1917, toujours en vigueur de nos jours, permettent à n'importe quel descendant en lignée mâle d’un souverain britannique de porter le titre de « prince » avec prédicat d'altesse royale. Suivant cette logique, James aurait dû être titré de façon légale à sa naissance Son Altesse Royale le prince James de Wessex et, à partir de 2023, Son Altesse Royale le prince James d'Édimbourg, à l'instar des autres petits-enfants en lignée mâle de la reine Élisabeth II comme William de Galles ou encore Beatrice d'York. Toutefois, lorsque ses parents se sont mariés, le 19 juin 1999, la reine Élisabeth II a annoncé, d'après la volonté des époux, par un communiqué de presse du palais de Buckingham, que leurs enfants seraient titrés comme ceux d'un comte britannique (pour un garçon, un titre subsidiaire du père), au lieu d'avoir un statut princier au sein de la monarchie. Ainsi, les communiqués de la cour se réfèrent à lui en tant que vicomte Severn puis comte de Wessex depuis 2023,. En 2020, la comtesse de Wessex déclare que James et sa sœur Louise choisiront d'utiliser ou non leurs titres royaux lorsqu'ils auront chacun 18 ans.
Aussi, depuis 1960, un ordre en Conseil d'Élisabeth II, qui permet à ses descendants sans titre princier ni prédicat de porter le nom « Mountbatten-Windsor », a été appliqué dans le cas de James. En référence à la famille du prince Philip, duc d'Édimbourg (naturalisé britannique sous le patronyme Mountbatten) et d'après le choix de ses parents, qui sont notamment pressentis pour hériter des titres de l'époux de la reine, il est donc connu civilement sous le nom de James Mountbatten-Windsor. 
- 17 décembre 2007 - 10 mars 2023 : vicomte Severn (naissance) ;
- Depuis le 10 mars 2023 : comte de Wessex (élévation de son père au titre de duc d'Édimbourg).

### Distinctions
- depuis le 6 février 2012 : médaille du jubilé de diamant d'Élisabeth II
- depuis le 6 février 2022 : médaille du jubilé de platine d'Élisabeth II
- depuis le 6 mai 2023 : médaille du couronnement de Charles III[18]